# Cantón de Villamblard
El cantón de Villamblard era una división administrativa francesa, que estaba situada en el departamento de Dordoña y la región de Aquitania.

## Composición
El cantón estaba formado por diecisiete comunas:
- Beauregard-et-Bassac
- Beleymas
- Campsegret
- Clermont-de-Beauregard
- Douville
- Église-Neuve-d'Issac
- Issac
- Laveyssière
- Maurens
- Montagnac-la-Crempse
- Saint-Georges-de-Montclard
- Saint-Hilaire-d'Estissac
- Saint-Jean-d'Estissac
- Saint-Jean-d'Eyraud
- Saint-Julien-de-Crempse
- Saint-Martin-des-Combes
- Villamblard

## Supresión del cantón de Villamblard
En aplicación del Decreto nº 2014-218 de 21 de febrero de 2014, el cantón de Villamblard fue suprimido el 22 de marzo de 2015 y sus 17 comunas pasaron a formar parte del nuevo cantón de Centro de Périgord.